# هيلين داير
هيلين داير (بالإنجليزية: Helen Dyer)‏ هي عالمة كيمياء حيوية أمريكية، ولدت في 26 مايو 1895 في واشنطن العاصمة في الولايات المتحدة، وتوفيت في 20 سبتمبر 1998. كرست دراستها وعملها لفهم آلية عمل السرطان وكيفية حدوثه، كذلك درست عملية الأيض والتغذية.

## حياتها
وُلدت داير في 26 مايو 1895 وهي ابنة فلورنس روبرتسون داير (سميت في بعض الأحيان باسم ماتيلدا روبرتسون داير) وجوزيف داير في واشنطن. امتلك والدها بقالة بالجملة. كان لديها ثلاثة أشقاء أكبر منها سنًا. كامرأة شابة، كانت غير مهتمة بالعلوم. على الرغم من أنها أخذت دروسًا في العلوم في المدرسة الثانوية، كانت رياضية بارعة، بعد ذلك ذهبت إلى المدرسة الثانوية الغربية وتخرجت منها في عام 1913. بالنسبة لدراستها العلمية بعد ذلك فقد كان الفضل يعود إلى معلميها بالمدرسة الثانوية لأنهم هم السبب بإلهامها بالعلوم. عندما اشتعلت الحرب العالمية الأولى تخلت داير عن خططها للتدريس في الصين، وبدلًا من ذلك عملت في لجنة الصليب الأحمر والخدمة المدنية خلال الحرب. لم تتزوج قط.عاشت طوال حياتها مرتبطة بكنيستها، تخرجت من كلية جوتشر، وماتت في 20 سبتمبر 1998، بما يناهز 103 عامًا.

## دراستها
في عام 1917، حصلت داير على درجة بكالوريوس الآداب في علم الأحياء من جامعة جوتشر من خلال حصولها على منحة دراسية، كذلك درست علم وظائف الأعضاء وقامت بتدريسه في جامعة مونت هوليوك، وأخذت دروسًا في الكيمياء لإكمال تعليمها. حصلت على درجة الماجستير في علوم الكيمياء الحيوية عام 1929 وشهادة الدكتوراه في الكيمياء الحيوية عام 1935، وكلاهما من جامعة جورج واشنطن.
مع درجة البكالوريوس فقط، وفي عام 1919، أصبحت داير مدرسة في علم وظائف الأعضاء بكلية مونت هوليوك. وفي العام التالي، أصبحت مساعدًا باحثًا في مختبر علم الأدوية الصحي، وهو مختبر تابع لخدمة الصحة العامة بالولايات المتحدة. هناك، تم تكليفها بالتحقيق في سمية العوامل التي تستخدم في العلاج الكيميائي واكتشفت أن المعادن الثقيلة في المركبات تتفاعل مع الثيولات لتسبب السمية.
درست أيضًا فعالية المركبات القائمة على الزرنيخ والرصاص في مكافحة السرطان والأورام والزهري. في عام 1925، عملت مع كارل فوغتلين على دراسة غير منشورة عن أنماط ومعدل نمو أورام الفئران. كطالبة دكتوراه في جامعة جورج واشنطن، عملت داير كزميل تدريس، حيث درست مركبات الكبريت مع فنسنت دو فيجنود، الحائز على جائزة نوبل في الكيمياء عام 1955. في عام 1935، بعد حصولها على الدكتوراه، تم تعيينها كأستاذ مساعد في الكيمياء الحيوية وشغلت هذا المنصب حتى عام 1942 وقامت بتدريس كيمياء التغذية وكذلك الكيمياء الحيوية. نالت الاحترام والتقدير من قبل طلابها بسبب اتساع معرفتها، تضمن عملها في جامعة جورج واشنطون عام 1938 اكتشاف سُمية الإيثيونين، وهو نظير للميثيونين وبسبب تلك السُمية لا يمكن استخدامه في مجالات الطب أو الطعام، وقد أثر هذا الاكتشاف على استخدام عقاقير السلفا، وأظهرت الدراسات أيضًا أن الإيثيونين يثبط النمو لدى الفئران. مع فنسنت دو فيجنود عملت على دراسة أخرى أثبتت فيها أن الأحماض الأمينية للكبريت يمكن أن تحل محل السيستين. كذلك حاولا عزل المركبات النشطة داخل الغدة النخامية الخلفية.
تم التعاقد مع داير من قبل المعهد القومي للسرطان في عام 1942 كواحدة ضمن 100 من الزملاء العاملين على دراسة التغذية والسرطان الكيميائي، قضت الكثير من حياتها المهنية هناك، حتى عام 1965. تضمن بحثها هناك دراسات متعددة حول سرطان المعدة في الكلاب والآثار المسببة للسرطان من كلوريد أسيتيل بيتا ميثيكولين (acetyl-beta-methycholine chloride) وثنائي فسفات الهيستامين (histamine diphosphate). بعدها قامت ببحث عن فيتامين ب6 وعلاقته بمضادات المستقلبات، وهي مسرطنة للحيوانات. كانت أول كيميائية تخلق مضادات المستقلبات من الأحمض الأمينية. تضمنت دراسات داير التي أُجريت على فيتامين ب6 اكتشاف أن الفيتامين حال دون زيادة إفراز مستقلبات التربتوفان الشاذة، بما في ذلك حمض الزنتورينيك (xanthurenic acid) لدى الحيوانات التي استهلكت مسرطن الكبد ن-2-أسيتاميد الفلورينيل (N-2-fluorenylacetamide). كما تعاونت مع زملائها في المعهد القومي لدراسة الإنزيمات الموجودة في سرطانات وأورام الكبد. شملت أعمال داير الأخرى في المعهد تأثير السرطان على المناعية وتأثير بروتينات السرطان على المضيف الخاص بها. كما كتبت فهرسًا شاملًا للعلاج الكيميائي المستخدم في علاج الأورام في عام 1949، استخدم هذا الفهرس بشدة من قبل المعهد الوطني للسرطان عندما طور برنامجًا للعلاج الكيميائي.وتضمن هذا الفهرس تاريخ أبحاث العلاج الكيميائي للأورام وأكثر من 5000 اختبار علاجي.
من عام 1965 إلى عام 1967، كانت عالمة كيمياء حيوية في مكتب أبحاث علوم الحياة التابع لاتحاد الجمعيات الأمريكية لعلم الأحياء التجريبي. تم توجيه عملها هناك من قبل وكالة حماية البيئة. طوال حياتها المهنية، نشرت داير أكثر من 60 مقالة ومع ذلك، كانت عرضة للتمييز بسبب أنها امرأة ولأنها كانت غير متزوجة. على سبيل المثال لم يتم ترقيتها بعد منصب أستاذ مساعد على الرغم من التقدم الكبير الذي أحرزته في مجال البحث. تقاعدت في عام 1965 لكنها احتفظت بمناصبها الرسمية حتى عام 1972. بعد تقاعدها الرسمي، كانت مستشارة في المعهد القومي للسرطان.

## جوائزها
قامت كلية جوتشر، حيث أكملت داير دراستها الجامعية، بتكريمها بجائزتها للإنجاز والخدمة في التدريس والبحث في عام 1954. بعد أربع سنوات من دراستها العليا مُنحت من قبل جامعة واشنطن جائزة الإنجاز لأبحاث الكيمياء الحيوية في مجال السرطان. مُنحت داير الدكتوراه الفخرية في عام 1961 من كلية جوتشر لإنجازاتها في مجال الكيمياء.في عام 1962، حصلت على ميدالية جارفان-أولين (Garvan-Olin) المرموقة، وهي ميدالية تُمنح للسيدات البارزات في مجال الكيمياء من قبل الجمعية الكيميائية الأمريكية. كانت أيضًا عضوًا في العديد من الجمعيات العلمية، بما في ذلك الجمعية الأمريكية لترقية العلوم، الجمعية الأمريكية لأبحاث السرطان، الجمعية الأمريكية للكيمياء الحيوية، الجمعية الكيميائية الأمريكية، سيغما دلتا إبسيلون، وسيغما شي، وجمعية البيولوجي والطب التجريبي، رُشحت لجائزة إيوتا سيغما باي في عام 1972.